# 东村站
東村站（：／ Dongchon yeok */?）副站名東村遊園地（동촌유원지），是大邱地鐵1號線沿線的一座地下車站，位於韓國大邱廣域市東區檢沙洞。

## 車站構造
站體為2面2線側式月台的地下車站，候車月台設有月台幕門，並有4處出口。

### 月台配置
| 峨洋橋 ↑ |
| \| 上    |
| ↓ 解顏   |

| 月台 | 路線               | 目的地                       |
| ---- | ------------------ | ---------------------------- |
| 上行 | ●大邱都市铁道1号线 | 半月堂、中央路、舌化椧谷方向 |
| 下行 | ●大邱都市铁道1号线 | 新基、半夜月、安心方冋       |

## 歷史
- 1998年5月2日：落成啟用。
- 2017年3月1日：加註副站名東村遊園地（동촌유원지）。

## 車站周邊
- 東村遊園地
- SOS兒童村
- 東村公園
- 立石中學
- 韓國通訊東村營業所
- 大邱東部消防署東村分駐所
- 大邱銀行東村分行
- 東村郵局
- 慶北地方郵政廳
- Home plus（朝鲜语：홈플러스）東村店
- 法務部大邱保護觀察所
- 法務部大邱出入國管理事務所

## 圖片

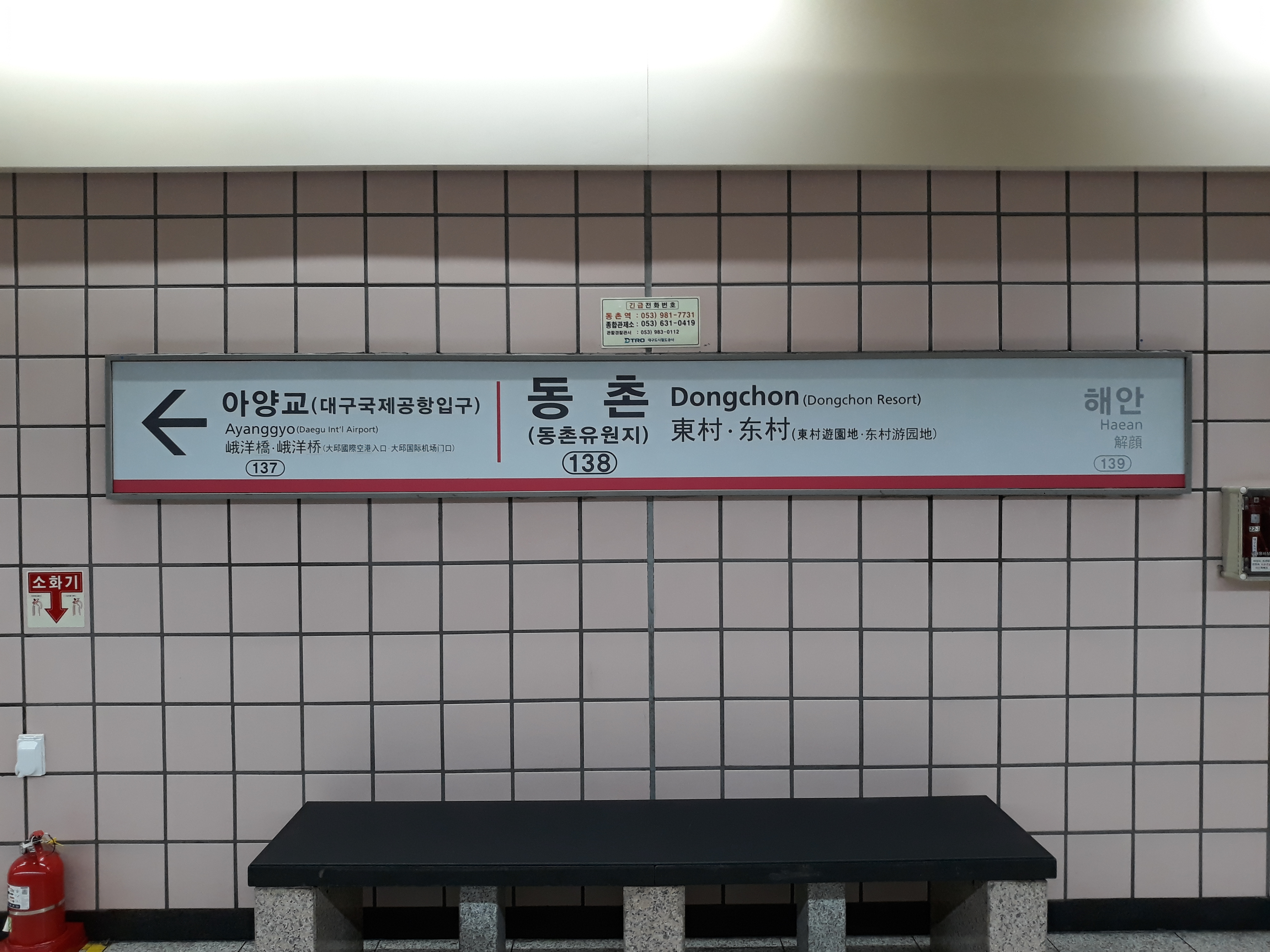
站名牌
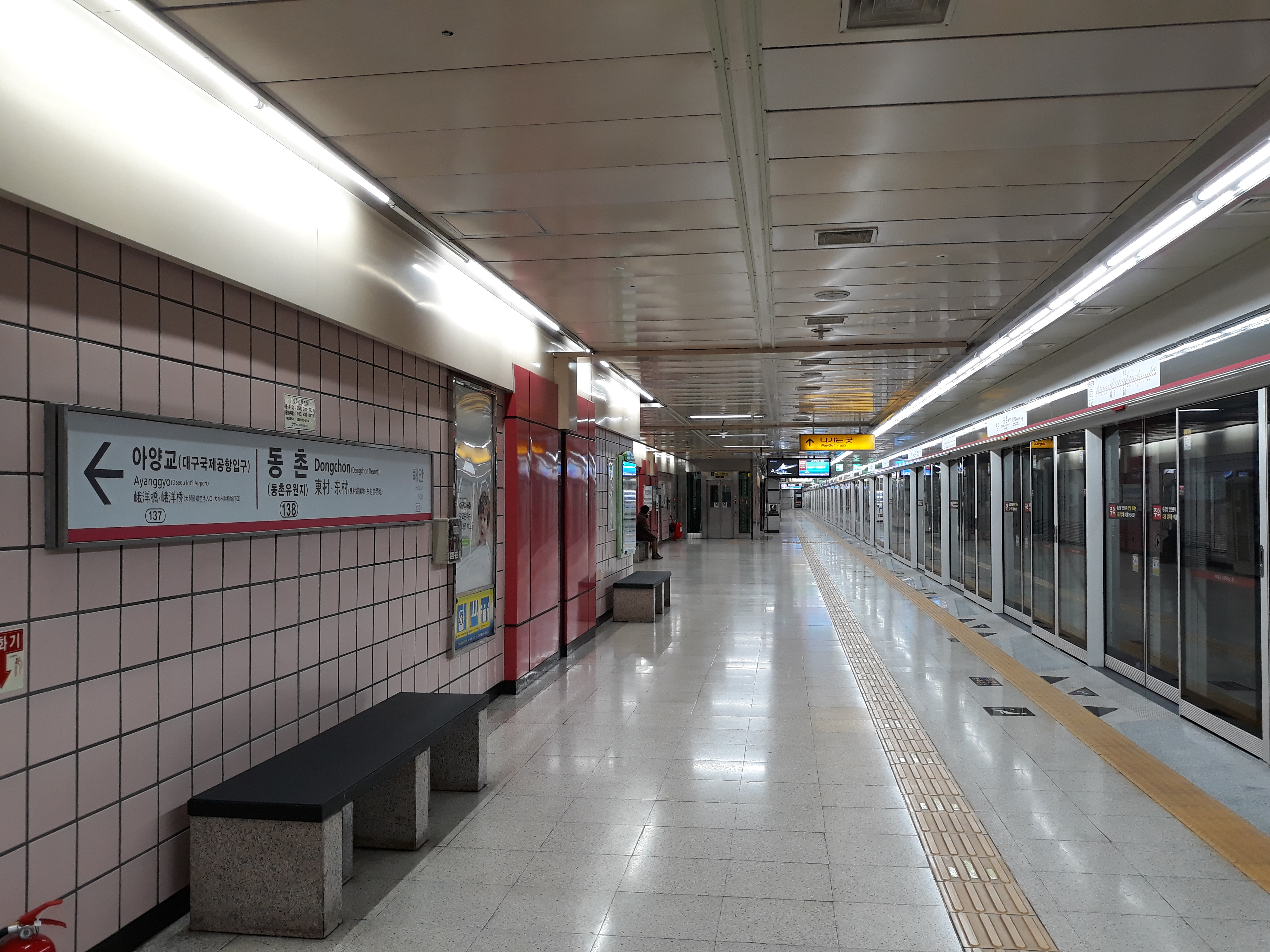
候車月台
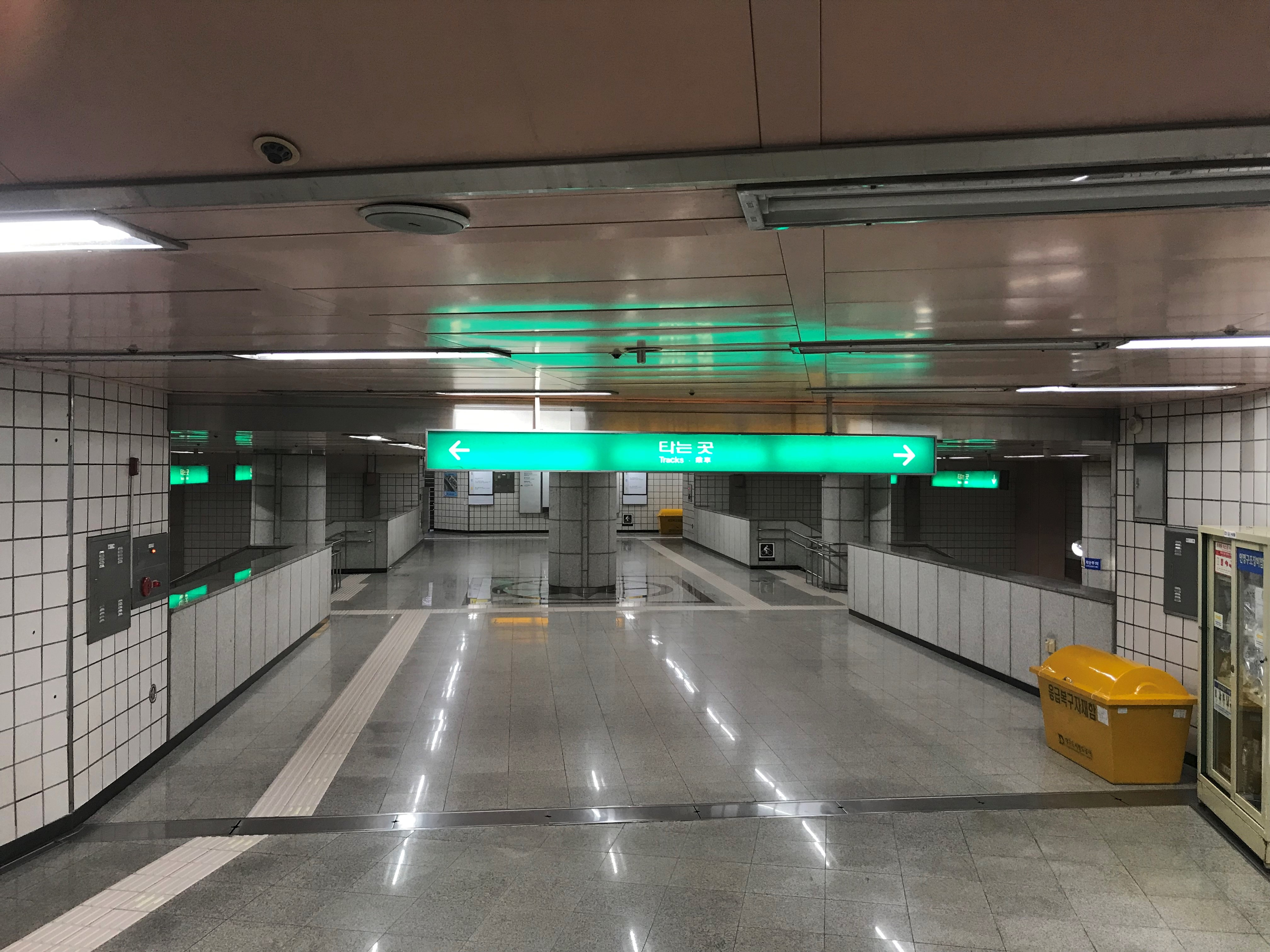
車站通道
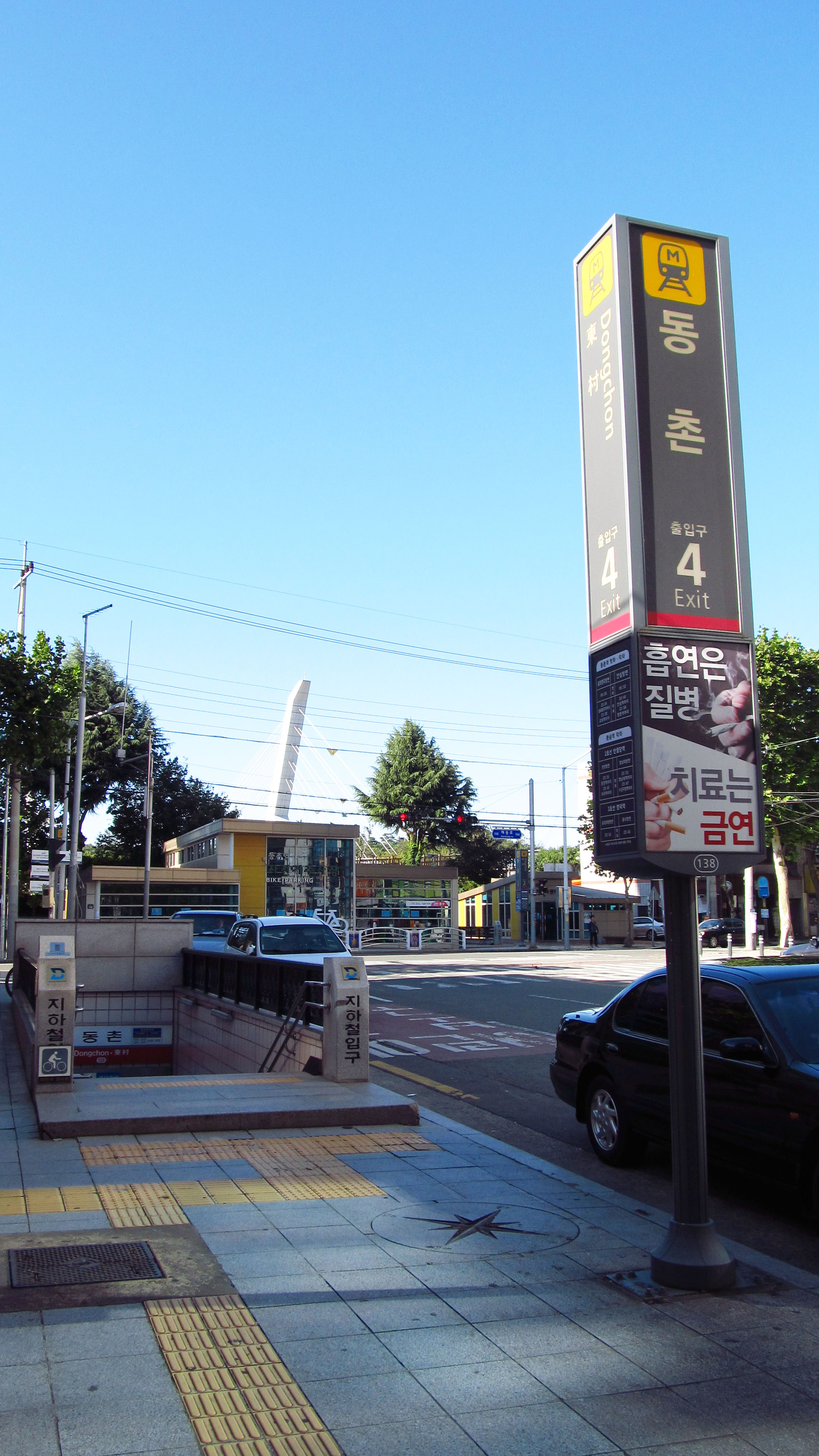
4號出口

## 相鄰車站
大邱都市鐵道公社
●大邱都市铁道1号线
峨洋橋（137）－東村（138）－解顏（139）